# Хор „Железни струни“
Хор „Железни струни“ в град Разград към Народно читалище „Развитие – 1869“ води началото си от 23 април 1904 година с първи диригент Коста Бърнев.
Хорът популяризира българското певческо изкуство, явява се на участия в България и чужбина и печели редица фестивали. Удостоен е с орден „Кирил и Методий“ I степен. През годините получава престижни награди от международните конкурси в Италия, Гърция, Чехия и други.
По повод 100-годишния си юбилей хорът към разградското читалище е удостоен от Българския хоров съюз със Златен плакет.
От 1995 година диригент е Красен Иванов, завършил Българската държавна консерватория в класа на проф. Димитър Русков. Специализира оркестрово дирижиране в Германия и в Московската консерватория „П. И. Чайковский“. През 2018 г. става почетен гражданин.